# Diego H. Feinstein
Diego H. Feinstein (* 19. März 1943 in Buenos Aires) ist ein argentinischer Komponist, Pianist und Kunsthistoriker.

## Leben
Feinstein studierte Schulmusik mit dem Hauptfach Klavier in der Solistenklasse von E. Bures und Komposition in der Meisterklasse von Roberto García Morillo am Conservatorio Nacional de Música „Carlos López Buchardo“ in Buenos Aires, sowie Vokal- und Orchesterleitung am „Instituto Superior de Arte del Teatro Colón“ und Kunstgeschichte mit Erwerb einer Lizentiatur an der Philosophischen Fakultät der „Universidad Nacional de Buenos Aires“. 1969–1970 war Diego Feinstein Stipendiat des CLAEM (Centro Latinoamericano de Altos Estudios Musicales) in der Meisterklasse für Komposition bei Alberto Ginastera.
1971 kam Feinstein mit einem DAAD-Stipendium nach Deutschland war u. a. Schüler von Wolfgang Fortner und promovierte an der Albert-Ludwigs-Universität Freiburg im Breisgau zum Dr. phil. mit dem Thema „Der Harmoniebegriff in der Kunstliteratur und Musiktheorie der italienischen Renaissance“.
Diego Feinstein war von 1978 bis 2008 Leiter der Komponistenklasse sowie des Studios für Neue Musik an der Musikakademie Kassel.
Er war Mitbegründer der „Kasseler Komponisten Initiative“ und Mitinitiator des überregionalen Projekts Nordhessen-Tschechien „Stasis et vita“.

## Ehrungen und Auszeichnungen
- 1970 Kompositionspreis der Banda Sinfónica Municipal Buenos Aires
- 1973 Förderungspreis der Stadt Stuttgart für junge Komponisten
- 2007 Kasseler Kunstpreis

## Schüler
- Werner Kirschbaum